# Entry, Descent and Landing Cameras

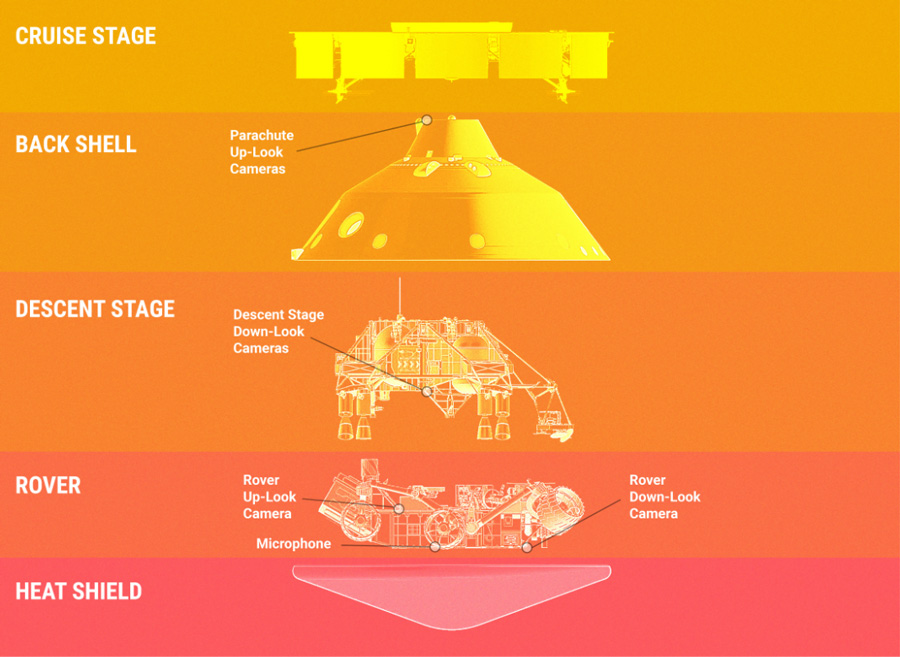
Nákres umístění kamer EDL na vozítku Perseverance

Entry, Descent and Landing Cameras (zkráceně EDL cameras nebo jen EDL) je systém kamer, které byly umístěny na některých částech cestovního modulu vozítka Perseverance. Kamery vznikly v rámci mise Mars 2020 k Marsu. Díky těmto kamerám mají vědci i široká veřejnost poprvé v historii letů na Marsu k dispozici záznam ze sestupové fáze.

## Technologie
Kamery byly umístěny na čtyřech místech:
- Parachute Up-Look Cameras – umístěna na krytu
- Descent Stage Down-Look Cameras – umístěné na spodní straně jeřábu SkyCrane
- Rover Up-Look Cameras – umístěné na horní straně roveru
- Rover Down-Look Cameras – umístěné na spodní straně roveru

Celkem se na roveru nachází sedm kamer EDL. Všechny kamery jsou barevné s obvody CMOS. Na jeřábu SkyCrane sa nachází také úložiště Descent Stage USB3 Hub & Data Storage Unit, do kterého je ukládán obraz z kamer, které jsou na jeřábu umístěny.

### Parchute Up-Look Cameras
Tyto kamery jsou umístěny na krytu vozítka a jeřábu SkyCrane. Jejich hlavním úkolem je zaznamenat vystřelení a otevření supersonického padáku vozítka Perseverance.

### Descent Stage Down-Look Cameras
Tyto kamery jsou namontovány na jeřábu SkyCrane (sestupovém stupni), přičemž jejich hlavním úkolem je seshora sledovat sestup vozítka Perseverance atmosférou Marsu.

### Rover Up-Look Camera
Tato kamera je namontovaná na horní straně roveru. Jejím hlavním úkolem je sledovat jeřáb SkyCrane (sestupový stupeň) během manévru a oddělení od zbytku cestovního modulu.

### Rover Down-Look Cameras
Tyto kamery jsou namontované zespodu na roveru a jejich hlavním úkolem je sledovat sestup. Na fotografiích a záběrech z nich je také vidět odhození tepelného štítu vozítka Perseverance.

## Cíle
Hlavním úkolem těchto kamer je natočit sestup vozítka na povrch Marsu. Jde o první záznam sestupu vozítka na povrch Marsu.

## Vývoj
Vývoj tohoto zařízení probíhal v kalifornské JPL se sídlem v Pasadeně.

## Galerie

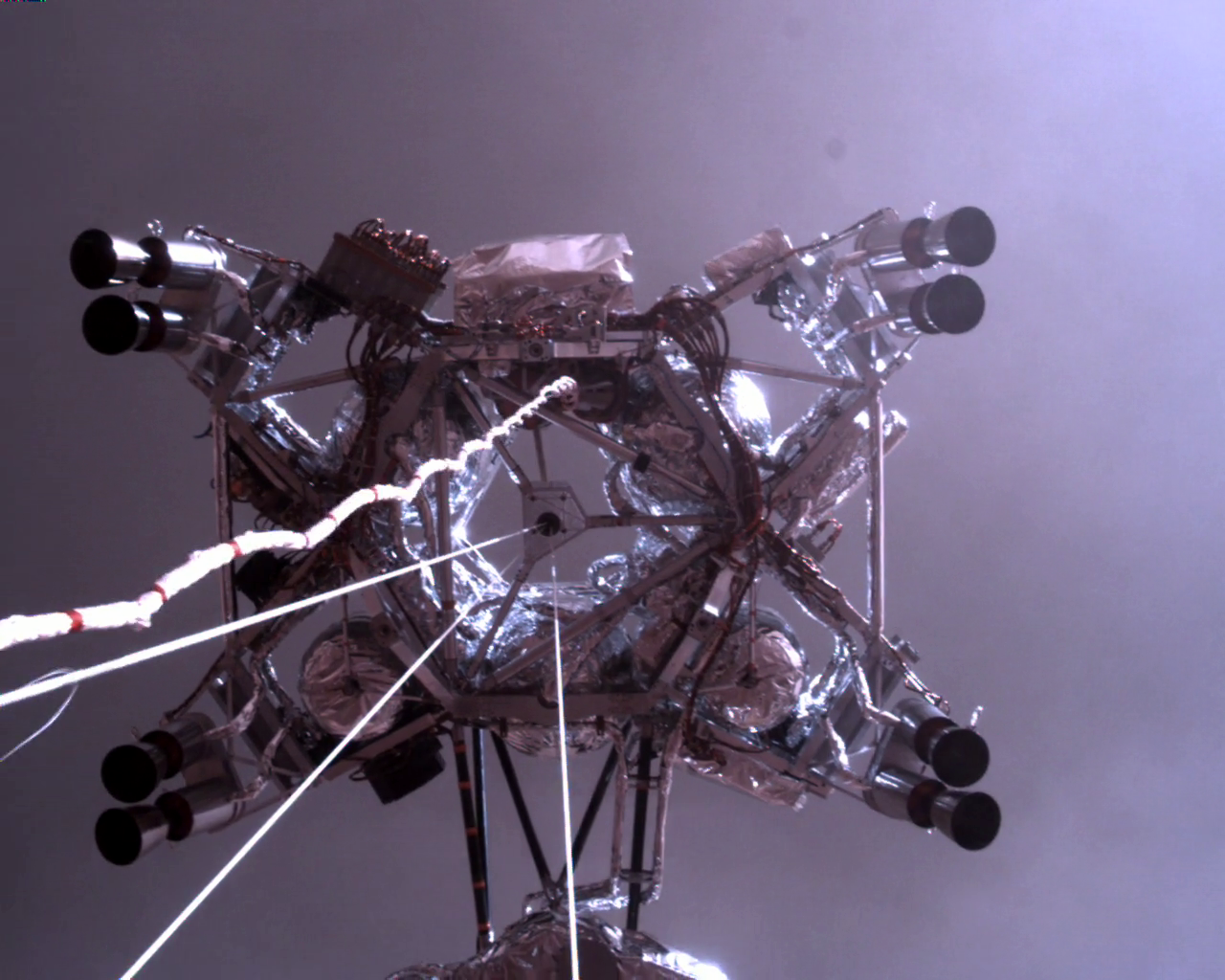
Jeřáb SkyCrane, pořízeno Rover Up-Look Cameras
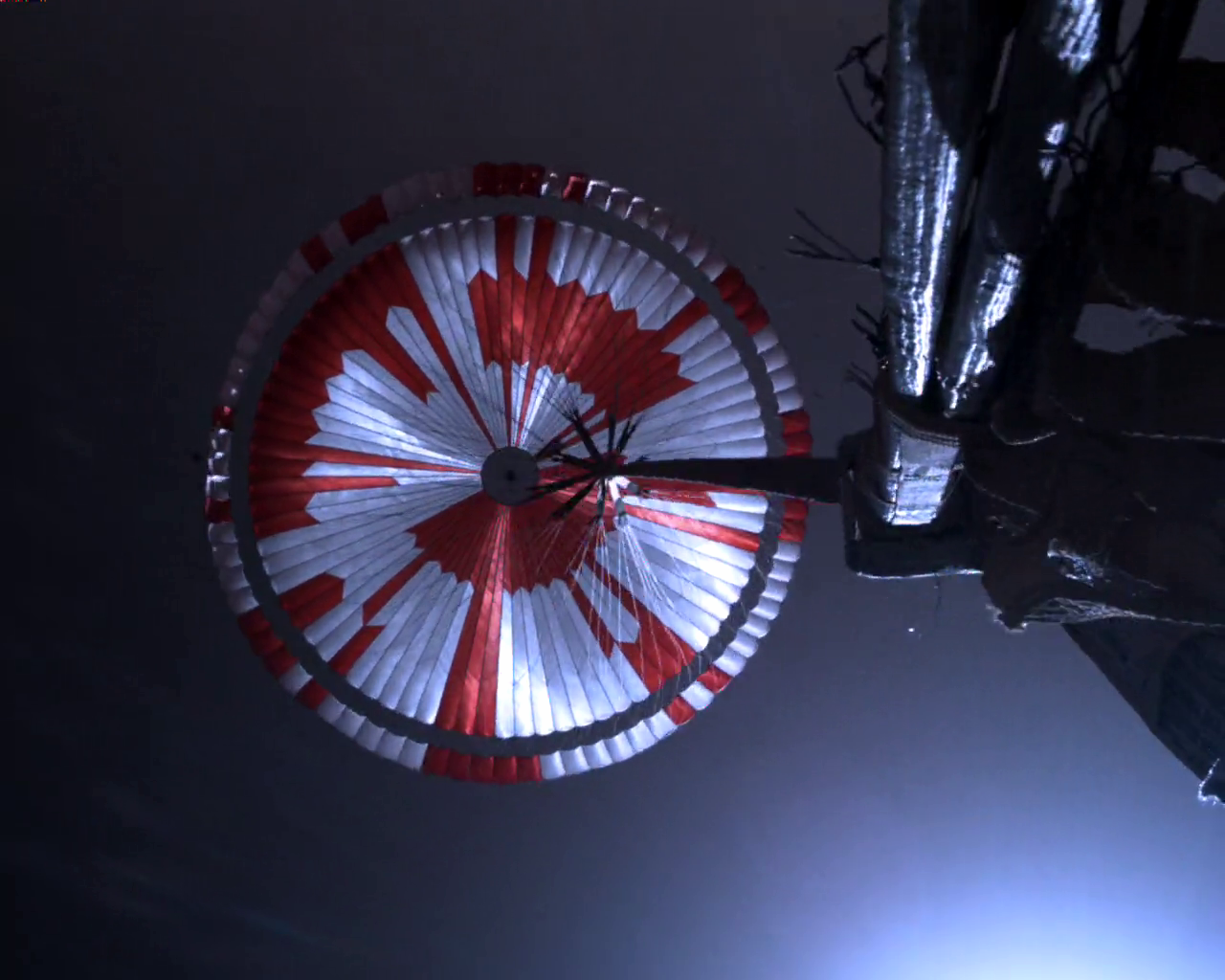
Padák vozítka Perseverance, pořízeno Parachute Up-Look Cameras
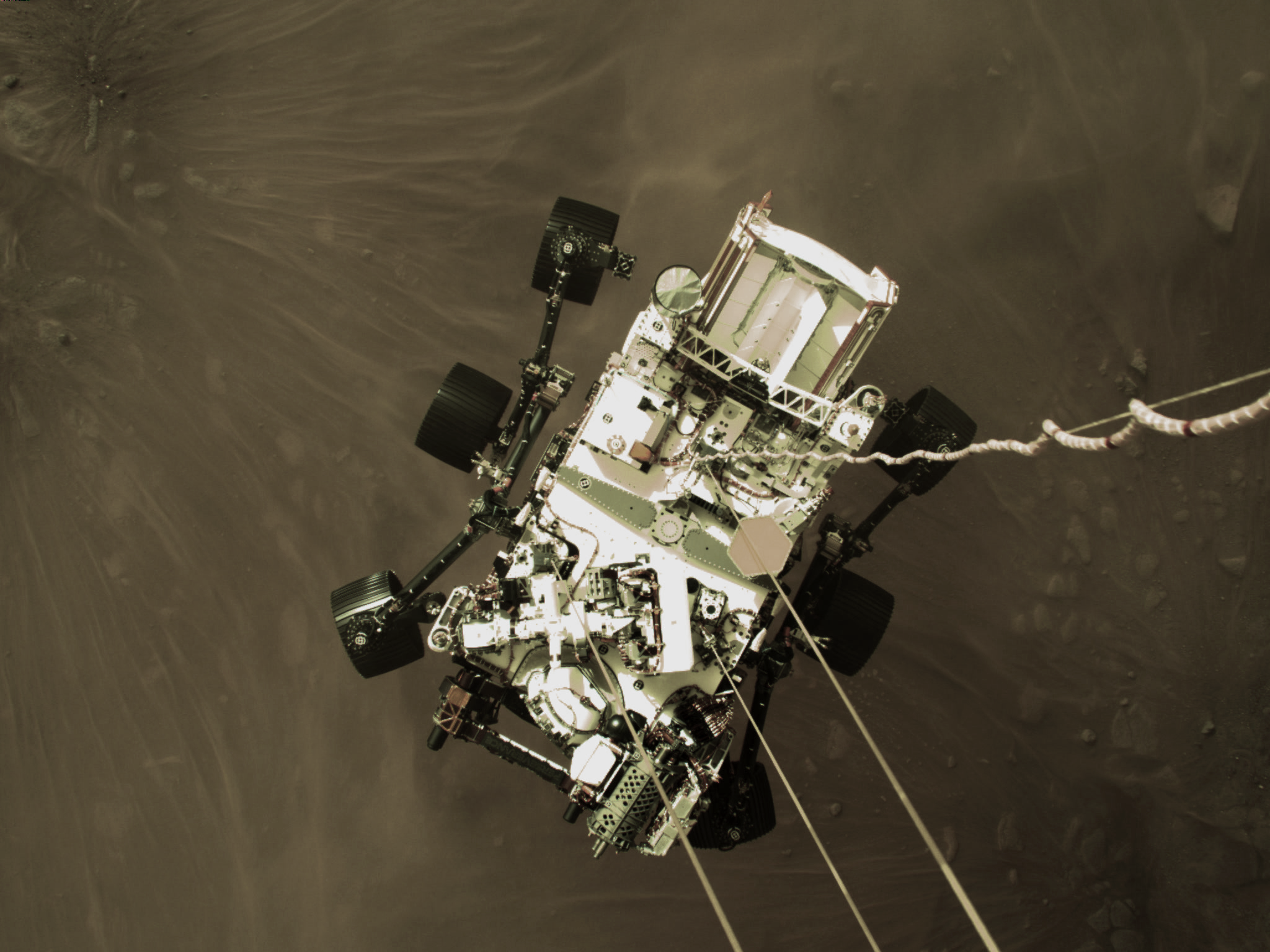
Vozítko Perseverance, pořízeno Descent Stage Down-Look Cameras